# Ransdorf (Lichtenegg)
Ransdorf je osada (německy Rotte) obce Lichtenegg v Dolních Rakousích v Rakousku.

## Poloha
Ransdorf leží v jižních Dolních Rakousích v oblasti zvané Bucklige Welt v okrese Vídeňské Nové Město v nadmořské výšce přibližně 724 metrů. Sousedními obcemi jsou Rotten Amlos a Purgstall.